# −0
−0或负零代表0的相反数，数学意义上等于0。
特定情况下，−0具有特殊意义：
- 在计算机科学中，−0是浮点数中表达0的一种方式，可以在某些时候进行符号性处理。
- 在普通应用中，−0有可能被用来表示一个可以四舍五入为零的负数，或者是一个从负方向上趋近于零的数。
- 在统计力学中，特定的系统在反转分布的状态下，可以被认为拥有−0的绝对温度。

## 计算机科学

### 表示法

以IEEE 754單精度浮點數表示負零

在对于整数的1+7位元的符号数值表示法中，负零是用二进制代码10000000表示的。在8位元二进制反码中，负零是用二进制代码11111111表示，但二補數表示法則沒有負零的概念。在IEEE 754二进制浮点数算术标准中，指数和尾数为零、符号位元为一的数就是负零。
在IBM的普通十进制算数编码规范中，运用十进制来表示浮点数。这里负零被表示为指数为编码内任意合法数值、所有系数均为零、符号位元为一的数。

### 性质与处理
在编程语言，例如C、C#、C++和Java，一个表达式的结果可能是负零（比如对一个负数算术下溢时的结果），此时负零和正零是等效的。因此一个简单的比较不能够确定一个数是负零。确定一个数是负零的办法包括：
1. 使用IEEE 754中定义的copysign()函数复制零的符号到任意非零的数上。
2. 用一个正数来除以这个零——得到的无穷能够反映出零的符号 
  - {\displaystyle {\frac {x}{+0}}=+\infty } (x>0)
  - {\displaystyle {\frac {x}{-0}}=-\infty } (x>0)
3. 在Java中，用Double类中的equals方法，能够分辨出正零和负零，[1]例如：
  - Double negativeZero = new Double(-0.0);
negativeZero.equals(-0.0); // 结果：真
negativeZero.equals( 0.0); // 结果：假
4. 在C语言中，使用一个依赖于本地硬件表示法的不方便的办法。例： *(int *)&var == 0x80000000（var在IEEE 754中编码单精度）。

其他对于负零的运算有：
- {\displaystyle {\frac {-0}{x}}=-0} (x>0)
- {\displaystyle {\frac {-0}{x}}=+0} (x<0)
- {\displaystyle {\frac {+0}{x}}=-0} (x<0)
- {\displaystyle {\frac {-0}{+\infty }}=-0}
- {\displaystyle {\frac {-0}{-\infty }}=+0}
- {\displaystyle {\frac {+0}{-\infty }}=-0}
- {\displaystyle (-0)\cdot (-0)=+0}
- {\displaystyle (-0)-(+0)=-0}
- {\displaystyle (-0)-(-0)=0}
- {\displaystyle (+0)+(-0)=0}
- {\displaystyle (-0)+(-0)=-0}
- {\displaystyle x\cdot (-0)=-0} (x>0)
- {\displaystyle x+(-0)=x}

## 自然科学
在气象学中，处于统计学的原因，−0常常用来表示一个低于零度却又不足以约分成-1的温度（无论华氏温标还是摄氏温标），比如−0.2度，它不能被列为零度因为零度显然不会小于零。然而低于零度的天数往往是比较冬季寒冷程度的一个基本统计数据，所以它并不能被忽略。不过它又没有低到能够约分为-1度，所以就被记录为−0度。
在统计力学中，一个系统可能会有负的绝对温度，但是和直觉相反，这并不是极端寒冷，反而是极端炎热，比任何一个正的温度都要高(意指−0=無限)。在相关文献裡，−0就是最高的温度。

## 延伸阅读
- Michael Ingrassia. . Sun Developer Network.   [2005年10月15日]. （原始内容存档于2012年2月17日）.——Fortran语言中（Fortran 95）SIGN 函数的一个变化以适应负零
- . MSDN JScript.   [2005年10月16日]. （原始内容存档于2005年11月10日）.——JScript的浮点数从定义上即包括负零
- . Javaworld.   [2005年10月16日]. （原始内容存档于2012年2月17日）.——Java虚拟机中负零的表示法
- Bruce Dawson. .   [2007-07-07]. （原始内容存档于2007-07-03）.——在比较浮点数时是怎么处理负零的
- John Walker. . UNIVAC Memories.   [2005年10月17日]. （原始内容存档于2012年2月17日）.——UNIVAC® 1100 系列电脑中的二进制反码